# Västansjö naturreservat
Västansjö naturreservat är ett naturreservat i Degerfors kommun i Örebro län.
Området är naturskyddat sedan 2018 och är 16 hektar stort. Reservatet ligger nordväst om Västersjön. Reservatet består av barrskog, torra hällmarker och  sumpmarker.